# Williamston (Carolina del Nord)
Williamston è una città degli Stati Uniti d'America situata nella Carolina del Nord, nella Contea di Martin, della quale è anche il capoluogo. È attraversata dal fiume Roanoke. Dei 5.202 abitanti registrati nel 2019, il 57,5%  è di origine afroamericane, il 40,41% bianco, l'1,49% ispanico o latino, lo 0,29% è nativo americano e il restante è di altre origini.
Williamston è stata per molto tempo una città concentrata attorno all'attività equina: i cavalli sono parte fondamentale della cultura cittadina.
Williamston è stata, negli anni '60, un importante centro per il movimento dei diritti civili degli afroamericani: nel giugno del 1963 c'è stato una protesta, organizzata da Golden Frinks, alle porte del municipio cittadino durata ben 29 giorni consecutivi. Come risposta, il Ku Klux Klan ha organizzato una controprotesta il 5 ottobre dello stesso anno.